# Microhyla palmipes
Microhyla palmipes är en groddjursart som beskrevs av George Albert Boulenger 1897. Microhyla palmipes ingår i släktet Microhyla och familjen Microhylidae. IUCN kategoriserar arten globalt som livskraftig. Inga underarter finns listade i Catalogue of Life.